# (592148) 2014 OM394
(592148) 2014 OM394 est un objet transneptunien faisant partie des cubewanos.

## Caractéristiques
(592148) 2014 OM394 mesure environ 180 km de diamètre.